# Городская галерея Карлсруэ
Городска́я галере́я Ка́рлсруэ (нем. Städtische Galerie Karlsruhe) — художественный музей из комплекса Центра искусств и медиа-технологий (ZKM) в Карлсруэ. Занимает самое южное из десяти зданий бывшего оружейного завода.

## Обзор экспозиции
Коллекция посвящена немецкому искусству после 1945 года, выпускников и преподавателей Государственной Академии художеств Карлсруэ. В постоянной экспозиции, которая проходит рядом в городе Карлсруэ, также содержатся произведения искусства из частных коллекций на правах аренды. Проводятся специальные выставки. Представлены художники, Георг Базелиц, Бернд и Хилла Бехер, Марлен Дюма, Гюнтер Форг, Карл Хуббух, Вилли Мюллер-Хуфшмид, Йорг Иммендорф, Пер Киркеби, Маркус Люперц, А. Р. Пенка, Зигмара Польке и Розмари Трокель.
Галерея владеет значительной коллекцией шедевров гравюры (офорты и гравюры), немецких, французских, итальянских и голландских художников с XV по XVIII век. Это, в частности, коллекция адвоката из Карлсруэ Фердинанда Зигеля (1783—1877), прибывшая в 1896 году, как подарок от наследников во владение города Карлсруэ. Среди представленных художников, также включены произведения Мартина Шонгауэра, Альбрехта Дюрера, Жака Калло, Клода Лоррена, Аннибале Карраччи, Каналетто, Ван Дейка и Рембрандта Херменса ван Рейна, а также коллекция произведений XX—XXI веков — Хельмута Андреаса Пола Грешабара, Рудольфа Шофса, Шмуэля Шапиро, Йорга Иммендорфа и Георга Базелица.
С 1981 по 1997 год музей был расположен в Принц-Макс-Палаце. Директором галереи является доктор истории искусства Бриджет Баумстарк.